# Hadena nigricata
Hadena nigricata är en fjärilsart som beskrevs av Rudolf Pinker 1969. Hadena nigricata ingår i släktet Hadena och familjen nattflyn. Inga underarter finns listade i Catalogue of Life.